# Pentax MF-1
Pentax MF-1 — малоформатный однообъективный зеркальный фотоаппарат медицинского назначения. Разработан на базе серийной камеры общего назначения Pentax ME.
Размер кадра 24×36 мм.
Фотоаппаратом «Pentax MF» комплектовались эндоскопы фирмы Asahi (эндоскопическая съёмка).
Вместо фокусировочного экрана применена коллективная линза с круглым полем зрения (фокусировка производилась оптической системой эндоскопа).
Экспонометрическое устройство сохранено (с урезанными функциями, только точечный замер).
Фотографический затвор с механической (устанавливается вручную) выдержкой 1/4 сек.
Центральный синхроконтакт отсутствовал, синхронизация с фотовспышкой (встроена в осветитель эндоскопа) кабельным синхроконтактом FP или X.
Объективом не комплектовалась, соединение с эндоскопом при помощи специализированного адаптера. Крепление адаптера к камере — байонет К.